# Bernardo I de Vasconia

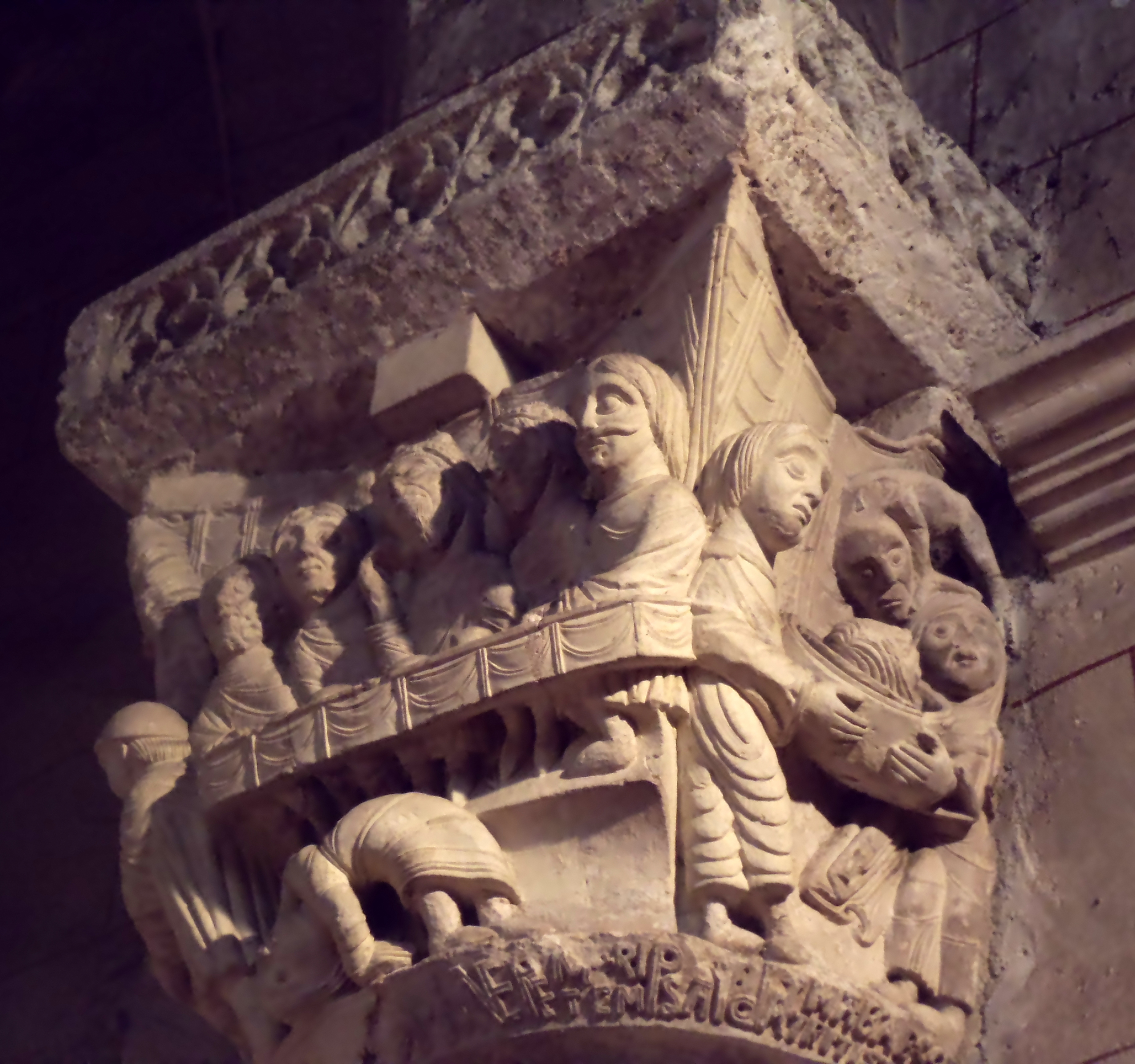
Un capitel esculpido en Saint-Sever, monasterio fundado por el padre de Bernardo y dotado y confirmado por Bernardo.

Bernardo Guillén,  llamado a veces Bernard I (muerto el 25 de diciembre de 1009), fue Duque de Vasconia y Conde de Burdeos de c.997 hasta su muerte. Durante su época, Vasconia fue efectivamente independiente, su duque un soberano y cualquier conexión con el Reino de Francia fue teórica. Su reinado coincidió con un periodo de prosperidad y paz relativas: el movimiento de la Paz de Dios se había originado en Gasconia en época de su padre, una reforma monástica comenzó durante su reinado y los ataques vikingos había finalizado. No obstante, fue también un periodo de fragmentación feudal creciente, y Bernardo murió violentamente.
Descendiente de dinastías de origen vasco por ambos lados, Bernardo era el primogénito del Duque Guillermo Sánchez y Urraca, hija de García Sánchez I de Pamplona. "Bernardo" era su nombre y "Guillén" un patronímico, siendo el nombre de su padre. Utilizó ambos nombres.

## Gobierno
La fecha de la muerte de Guillén y la sucesión de Bernardo puede situarse en algún momento entre 996 y 999. El historiador moderno Pierre de Marca creía que Bernardo era menor de edad y estuvo bajo una regencia en la época de su ascensión al trono, pero esto es muy improbable. Jean de Jaurgain considera, basado en las vidas de su padre y de su hermano, que tendría 23 o 24 años.
El padre de Bernardo había heredado el condado de Burdeos entre 977 y 988 y empezó a acuñar moneda allí. Bernardo continuó acuñando denieres y óbolos con su nombre y posiblemente también con su patronímico. De los varios tipos diferentes de óbolos acuñados con el nombre Guillén, algunos fueron probablemente acuñados por Bernardo. La mano en el anverso de algunas de las monedas de Bernardo pueden representar un guante como los usados en una ceremonia de investidura.
Durante el gobierno de Bernardo, el abad Abón de Fleury, visitó el monasterio de La Réole con algunos de sus monjes para reformar el monasterio y establecer la regla de San Benito. Se dice que remarcó que él era más poderoso en La Réole que el rey de Francia (entonces Roberto II), desde entonces nadie temió el poder del rey. De hecho, la misión de Fleury estaba bajo la protección de Amalvi, vizconde de Bézeaune. Cuando Abón fue asesinado el 13 de noviembre de 1004, según el cronista contemporáneo Adémar de Chabannes, Bernardo castigó a los asesinos, "a algunos los colgó, otros los envió a las llamas", y entregó la disputada propiedad monástica y la iglesia monacal de San Pedro a los monjes franceses de Fleury que habían acompañado a Abón.
La rápida respuesta de Bernardo al asesinato de Abón puede haber sido diseñada para fortalecer su autoridad en el territorio del Vizconde Amalvi y mostrar quien era el auténtico protector de La Réole, ya que hay más pruebas de desafíos a la autoridad de Bernardo sobre los monasterios de Gascuña. La familia gobernante de Montaner anexionó la abadía de Santo-Orens de Larreule en 1009 e instaló a uno de los suyos como abad. Por el 1010 el principal de la casa de  Odon-Doa  se había apropiado el título de vizconde.
El 3 de abril de 1009, Bernardo y su mujer Urraca emitieron un diploma de confirmación para la propiedad de la abadía de Saint-Sever, fundada por su padre. Por esta época murió la madre de Bernardo.

## Muerte
La muerte de Bernardo está datada el 25 de diciembre de 1009 por la necrología de la abadía de Saint-Sever. Al morir sin heredero masculino, fue sucedió por su hermano Sancho Guillén. Un tal Guillén Bernardo, llamado de Laussianum, que mantuvo diputas con la abadía de Saint-Sever durante el reinado de Sancho Guillén, pudo haber sido un hijo natural de Bernardo. No hay dos relatos solapados de la muerte de Bernardo.
Según Adhemar, Bernardo fue envenenado a través de "artes femeninas". Probablemente quiere identificar a los asesinos como a brujas. Adhemar describe el envenenamiento del Conde Guillermo II de Angulema en 1028 en términos casi idénticos.
Según un documento del cartulario negro de la catedral de Nuestra Señora de Auch, datado en torno a 1110, Bernard fue asesinado por un caballero llamado Raimundo Paba. Tras el asesinato, Raimundo buscó refugio en la corte de Aimerico I, conde de Fezensac, que le concedió el feudo de Vic-Fezensac. Esto claramente implica a Aimeric en el asesinato. En respuesta, Odón de Astarac, arzobispo de Auch, excomulgó a Raimundo. Como un acto de penitencia, este fue en peregrinaje a Jerusalén, muriendo en el camino. Antes de partir, no obstante, recibió del Duque Sancho como feudo el castillo de Buzet-sur-Baïse, que había sido construido por el abuelo de Sancho y Bernardo, el duque García Sánchez, para proteger un monasterio entonces perdido.